# جودة التربة

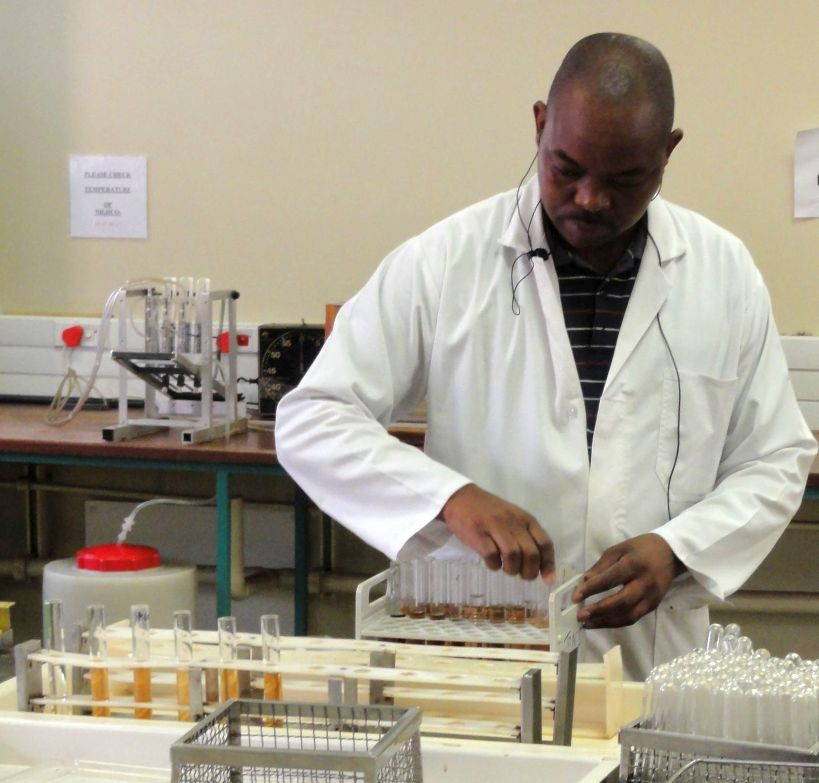

جودة التربة هي مقياس لعمل التربة بالنسبة لمتطلبات الأنواع الحيوية لها، أو لأي غرض بشري. ووُفقاً لوزارة الزراعة الأمريكية فأن جودة التربة هي قدرة نوع معين من التربة على العمل، ضمن حدود النظام الإيكولوجي الطبيعي أو المداري، من أجل الحفاظ على إنتاجية النبات والحيوان، والحفاظ على نوعية المياه والهواء أو تحسينها، ودعم الصحة البشرية والسكن. وتعكس جودة التربة مدى أداء التربة لوظائف الحفاظ على التنوع البيولوجي والإنتاجي.